# Lauren Graham

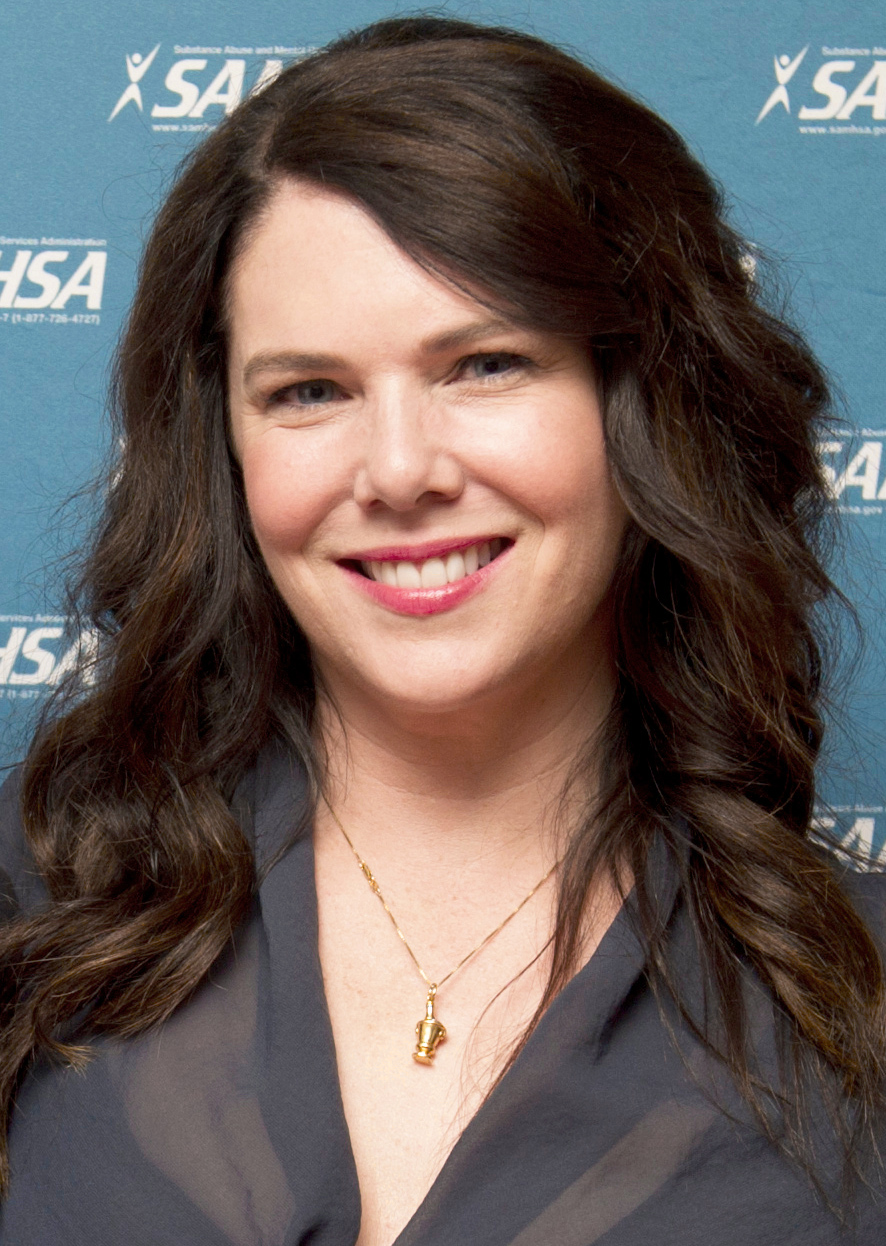
Lauren Graham (2014)

Lauren Helen Graham (* 16. März 1967 in Honolulu, Hawaii) ist eine US-amerikanische Schauspielerin und Schriftstellerin. Sie ist vor allem für ihre Rolle der Lorelai Gilmore in der Serie Gilmore Girls bekannt.

## Leben und Karriere
Graham wuchs in Fairfax, Virginia auf und hat irische Vorfahren. Nachdem sich ihre Eltern hatten scheiden lassen, als sie fünf Jahre alt war, wurde sie von ihrem Vater aufgezogen. Aus den späteren Ehen ihrer Eltern hat sie drei jüngere Halbgeschwister.
Während der Grundschulzeit entdeckte Graham ihre Liebe zur Schauspielerei. Nach ihrem Bachelor-Abschluss in Englisch am Barnard College im Jahre 1988 zog sie nach Texas und absolvierte dort ein Schauspielstudium an der Southern Methodist University, das sie mit einem Master abschloss.
Im Jahr 2000 wurde sie mit ihrer Rolle als Lorelai Gilmore in der Serie Gilmore Girls bekannt. 2009 gab sie ihr Debüt am Broadway in dem Musical Guys and Dolls mit der Rolle der Miss Adelaide. Mit Someday, Someday, Maybe: A Novel debütierte sie im April 2013 als Schriftstellerin. Der Roman fiktionalisiert ihre Erfahrungen als junge Schauspielerin Anfang der 1990er-Jahre in New York City. Im November 2016 erschien ihr zweites Buch Talking as Fast as I Can!, das von ihrer Rolle in Gilmore Girls und ihren Erfahrungen rund um das Set der Serie handelt. 2016 wurde im Auftrag von Netflix eine Fortsetzung von Gilmore Girls, bestehend aus vier 90-minütigen Episoden, produziert und Graham ist dabei neben einem Großteil der ursprünglichen Besetzung wieder zu sehen. Seit 2021 ist sie in der US-amerikanischen Jugend-Dramedy-Serie Mighty Ducks: Game Changer in der Rolle der Serienmutter Alex Morrow des Protagonisten Evan Morrow.

### Persönliches

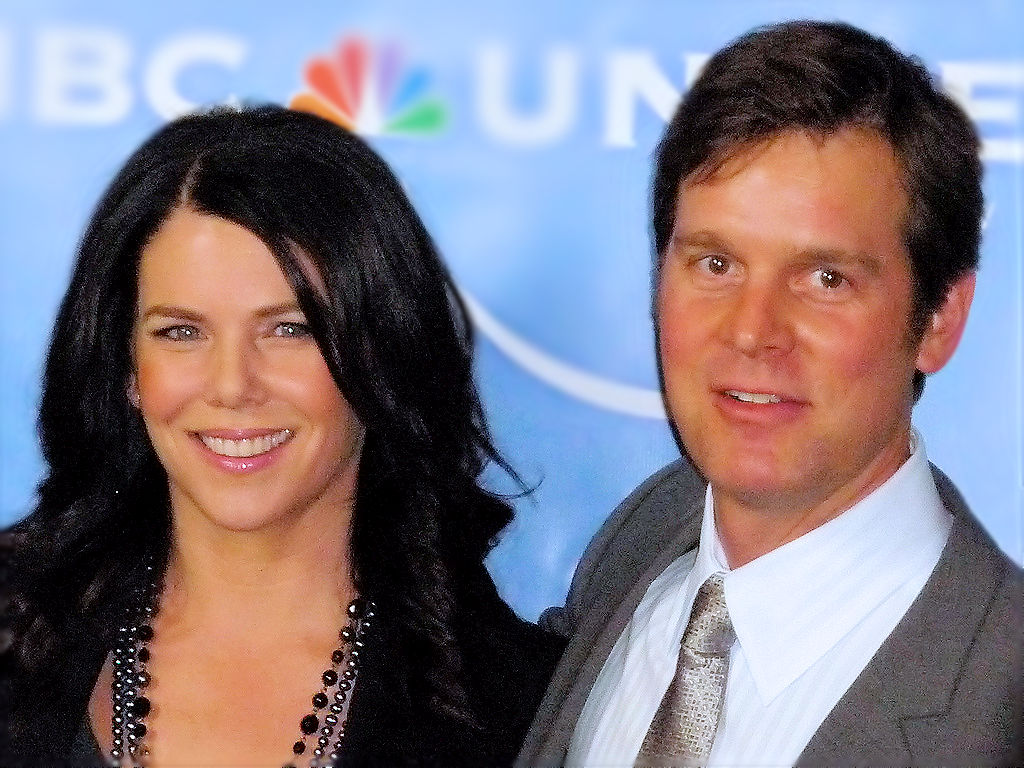
Graham und Krause im Februar 2008

Lauren Graham war von 2010 bis 2021 mit ihrem Schauspielkollegen Peter Krause liiert, der in der Serie Parenthood ihren Bruder spielt. Heute lebt sie in Los Angeles, Kalifornien.

## Filmografie (Auswahl)
- 1995–1996: Caroline in the City (Fernsehserie, 5 Folgen)
- 1996: Hinterm Mond gleich links (3rd Rock from the Sun, Fernsehserie, Folge 1x03)
- 1996: Townies (Fernsehserie, 15 Folgen)
- 1997: Law & Order (Fernsehserie, 3 Folgen)
- 1997: Freeze – Alptraum Nachtwache (Nightwatch)
- 1997: Seinfeld (Fernsehserie, Folge 8x20 The Millennium)
- 1998: Familiensache (One True Thing)
- 1999: Dill Scallion
- 2000–2007: Gilmore Girls (Fernsehserie, 153 Folgen)
- 2001: Sweet November
- 2001: Crazy Love – Hoffnungslos verliebt (Chasing Destiny, Fernsehfilm)
- 2002: Family Guy (Fernsehserie, eine Folge, Stimme)
- 2002: Hilfe, ich habe ein Date (The Third Wheel)
- 2003: Bad Santa
- 2004: Lust auf Seitensprünge (Seeing Other People)
- 2005: Lucky 13
- 2005: Dirty Movie (The Moguls)
- 2005: Der Babynator (The Pacifier)
- 2007: Von Frau zu Frau (Because I Said So)
- 2007: Evan Allmächtig (Evan Almighty)
- 2008: Birds of America
- 2008: Flash of Genius
- 2009: Der göttliche Mister Faber (Arlen Faber)
- 2009: Wolkig mit Aussicht auf Fleischbällchen (Cloudy with a Chance of Meatballs, Stimme von Fran Lockwood)
- 2010: It’s Kind of a Funny Story
- 2010–2015: Parenthood (Fernsehserie, 101 Folgen)
- 2012: Go On  (Fernsehserie, Folge 1x09)
- 2014: Furchtbar fröhliche Weihnachten (A Merry Friggin’ Christmas)
- 2015: Max
- 2015: Odd Couple (The Odd Couple, Folge 1x12 Zwei seltsame Paare)
- 2016: School Survival – Die schlimmsten Jahre meines Lebens (Middle School: The Worst Years of My Life)
- 2016: Gilmore Girls: Ein neues Jahr (Gilmore Girls: A Year in the Life, Miniserie, 4 Folgen)
- 2017: Lass es, Larry! (Curb Your Enthusiasm, Fernsehserie, 3 Folgen)
- 2017–2021: Vampirina (Fernsehserie, Stimme von Oxana Hauntley)
- 2020–2021: Zoey’s Extraordinary Playlist (Fernsehserie, 12 Folgen)
- 2021–2022: Mighty Ducks: Game Changer
- 2025: Twinless

## Auszeichnungen
Gewonnen
- 2001: Family Television Award für Gilmore Girls (geteilt mit Jane Kaczmarek für Malcolm mittendrin)
- 2005: Teen Choice Award für Gilmore Girls
- 2006: Teen Choice Award für Gilmore Girls

Nominiert
- 2001: Screen Actors Guild Award für Gilmore Girls
- 2002:
  - TCA Award für Gilmore Girls
  - Golden Globe Award für Gilmore Girls
  - Satellite Award für Gilmore Girls
  - Screen Actors Guild Award für Gilmore Girls
- 2003: Satellite Award für Gilmore Girls
- 2004: Satellite Award für Gilmore Girls
- 2005: 
  - People’s Choice Award für beliebtester weiblicher Fernsehstar
  - Satellite Award für Gilmore Girls
  - Satellite Award für Gilmore Girls
- 2006: TCA Award für Gilmore Girls

## Veröffentlichungen
- Someday, Someday, Maybe (Roman), 2013, auf Deutsch als Lieber jetzt als irgendwann, Fischer Verlag 2015, ISBN 978-3-596-19844-3
- Einmal Gilmore Girl, immer Gilmore Girl, 2016, Fischer Verlag 2016, ISBN 978-3-596-29957-7
- Have I Told You This Already?: Stories I Don't Want to Forget to Remember, 2022, Ballantine Books 2022, ISBN 978-0-593-35542-8